# Ilha do Príncipe Carlos
A Ilha do Príncipe Carlos (em inglês:  Prince Charles Island, nome nativo: Ammaluqtuq) é uma ilha do Arquipélago Ártico Canadiano de baixa altitude e com área de 9521 km², o que faz dela a 78ª maior do mundo e a 19ª do Canadá. Fica na região de Qikiqtaaluk, é desabitada e tem clima polar.
Fica na Bacia Foxe, frente à costa oeste da Ilha de Baffin, na região de Qikiqtaaluk, território de Nunavut. Apesar do seu tamanho, o primeiro registo e confirmação da mesma como ilha foi em 1948, realizada por Albert-Ernest Tomkinson navegando num FARC Avro Lancaster, embora subsista a possibilidade de ter sido conhecida pelos Inuit muito antes (não se encontraram vestígios de presença humana na ilha).
A ilha recebeu o seu nome em homenagem a Carlos, Príncipe de Gales, que nasceu no mesmo ano em que a ilha foi confirmada como tal.